# Санъютэй Энтё
Санъютэй Энтё (яп. 三遊亭圓朝, 1 апреля 1839, Эдо, Сёгунат Токугава — 11 августа 1900, Токио, Японская империя) — японский писатель и артист-рассказчик в жанре ракуго, один из наиболее известных в данном жанре. Признанный классик японских ужасов (кайдан).

## Биография
Родился в семье потомственных рассказчиков, начал выступать на сцене уже в семь лет. Учился технике рисования укиё-э в буддийском монастыре у Утагавы Куниёси, параллельно обучаясь мастерству рассказчика. Вскоре зарекомендовал себя, как отличный импровизатор и уже в 1855 году получил признание профессионалов. Санъютэй Энтё до сих пор в Японии считается лучшим представителем профессионального рассказывания за всю её историю. Его рассказы, идеи для которых черпал из японской литературы, истории и современной ему жизни, были настолько успешными, что многие из них вышли в печатном виде. Наиболее известна его повесть «Пионовый фонарь» (1886), в которой детективный жанр, мистика и народные легенды органично переплетаются с повседневной жизнью и бытом населения японской столицы Эдо середины XVIII века.

## Издания на русском языке
- Санъютэй Энтё. Пионовый фонарь / Пер. с япон. А. Н. Стругацкого. — М.: Художественная литература, 1964. — 240 с. — 50 000 экз.
- Санъютэй Энтё. Пионовый фонарь / Пер. с япон. А. Н. Стругацкого. — М.: Художественная литература, 1976. — 234 с. — (Народная библиотека).
- Санъютэй Энтё. Пионовый фонарь / Пер. с япон. А. Н. Стругацкого. — СПб.: Азбука, 2024. — 320 с. — (Изящная классика Востока). — 3000 экз. — ISBN 978-5-389-25805-1.
- Санъютэй Энтё. Пионовый фонарь / Пер. с япон. А. Н. Стругацкого. — М.: ООО «АСТ», 2024. — 256 с. — (Эксклюзивная классика). — 3000 экз. — ISBN 978-5-17-164103-0.